# كلارك بيترسون
كلارك بيترسون (بالإنجليزية: Clark Peterson)‏ هو منتج أفلام أمريكي، ولد في 7 فبراير 1966 في لوس أنجلوس في الولايات المتحدة.

## روابط خارجية
- كلارك بيترسون على موقع IMDb (الإنجليزية)
- كلارك بيترسون على موقع قاعدة بيانات الفيلم (الإنجليزية)